# Mosaicismo
Em genética, chama-se mosaico a um indivíduo com dois materiais genéticos distintos, porém provenientes do mesmo zigoto. Geralmente, esse distúrbio - o mosaicismo - ocorre como uma variação no número de cromossomos nas células do corpo. Normalmente, todas as células somáticas do corpo deveriam possuir o mesmo número de cromossomos.
O mosaicismo é causado quando a mutação eleva-se precocemente no desenvolvimento. O indivíduo resultante será uma mistura de células, alguns com a percentagem de células terão mutação.
O mosaicismo pode ser a linhagem germinativa (afetando somente as células do óvulo ou espermatozóide), somático (afetando outras células além das células esperma ou óvulo), ou uma combinação de ambos.

## Mosaicismo das linhagens germinativa
Uma mutação na linhagem germinativa mosaica é significante devido que ela pode ser passada para a prole. Tipicamente, uma pessoa com apenas mosaicismo de linhagem germinativa não será afetada com o distúrbio causado pela mutação (devido à mutação não estar em outras células do corpo). Os testes genéticos usando sangue ou amostras teciduais (outras que não o tecido da linhagem germinativa) a partir de indivíduos que tem apenas uma mutação da linhagem germinativa serão negativos para a mutação. O mosaicismo da linhagem germinativa pode ser observado com algum padrão de herança, mas é mais comumente visto em disfunções ligadas ao X e autossômicas dominantes. A maioria dos indivíduos é assintomática se eles possuem uma mutação de linhagem germinativa até que eles tenham crianças que sejam afetadas. Devido à mutação da linhagem germinativa do mosaico estar presente na célula do óvulo ou espermatozóide ela também estará presente em todas as células da criança desenvolvida das células germinativas. Se esta é uma mutação autossômica dominante, a criança será afetada com a disfunção, e não estará em um mosaico como seus pais.
O risco de recorrência para um pai com mosaicismo da linhagem germinativa de uma disfunção AD é difícil de predizer como ela depende da proporção de gametas com a mutação, que podem não ser determinadas através do teste. Isto é chamado de mutação esporádica. Contudo, em situações raras, os pais não afetados podem ter mais do que uma criança com uma disfunção AD. Isto pode ser causado por mosaicismo de gametas. O mosaicismo de gametas tem sido observado em um número de condições, incluindo a osteogênese imperfeita, a distrofia muscular de Duchene e Síndrome de Turner.

## Mosaicismo somático
Uma pessoa que é mosaica para uma mutação somática pode ou não ser afetada pela disfunção causada por uma mutação.
Os indivíduos expressarão o fenótipo dependendo de quantos e quais células seriam afetadas. Tipicamente, os indivíduos com mosaicismo exibem um fenótipo médio como apenas proporções de células contém a mutação e/ou devido à mutação estar confinada a um segmento finito do corpo.
Muitas disfunções genéticas têm demonstrado mosaicismo somático, incluindo a síndrome de Down, e neurofibromatose (NF). Aproximadamente, 2-4% dos indivíduos com síndrome de Down são mosaicos para as células que tem 3 cópias do cromossomo 21. A neurofibromatose, em sua forma mosaica, é chamada segmento NF. Isto significa que apenas uma parte do corpo é afetada. Isto é mais provável devido a mutação no gene NF que eleva muito precocemente no desenvolvimento e levou a proporção de células afetadas na mesma área do corpo.
O câncer é um exemplo clássico de mosaicismo somático. Uma célula cancerígena pode surgir de mutações somáticas em genes que controlam a replicação das células ou a morte da célula. Como estas mutações estão apenas presentes nas células cancerígenas e não no resto das células do corpo, o indivíduo possui o mosaicismo somático para estas mutações.
Por último, quando uma mutação ocorre muito precocemente no desenvolvimento, então ela pode estar presente em ambas as células somáticas e gametas. Neste caso, o indivíduo pode se apresentar com uma forma média da condição, bem como ter uma chance de passar a mutação para sua prole.
Além disso, o câncer se manifesta por meio de ações mosaiquicas de linhagem somática.